# ヘレス・サーキット
ヘレス・サーキット（西: Circuito de Jerez, シルクイート・デ・ヘレス）は、スペイン南部のヘレス・デ・ラ・フロンテーラ (Jerez de la Frontera) にあるサーキット。

## 概要
ヨーロッパの南端、アンダルシアのシェリー酒の産地として知られる地方に位置する。直線が短く、コーナーが連続する中低速テクニカルサーキットである。温暖な気候であるため、オフシーズンのテストにも利用されている。
サーキットが完成した1986年にF1スペインGPが行われ、アイルトン・セナとナイジェル・マンセルの0.014秒差というF1グランプリ史上に残る僅少差の攻防の舞台となったが、1990年にマーティン・ドネリーが瀕死の事故を起こしたことなどもあり、翌1991年からスペインGPはバルセロナに新設されたカタロニア・サーキットへ譲ることとなった。
その後、ドネリーが事故を起こしたコーナーを含むコース改修が行われ、1994年と1997年にはヨーロッパGPが開催された。1997年の予選では3人が千分の一秒まで同タイムのトップタイムを記録し、計算上は5000年に一度の珍事とされた。このレースではミカ・ハッキネンがF1初優勝を記録している。また、このレースの表彰式に市長が乱入した事により、今後F1はヘレスで開催しないとFOMより通告される事態となっている。
2輪では1987年にロードレース世界選手権（MotoGP）のスペインGPが初開催され、1989年以後は毎年開催されている。初開催時からアルフォンソ・ポンスなど軽排気量クラスを中心に地元ライダーが活躍してきたため、20万人以上が観戦に訪れる人気を保ち、コースサイドに爆竹を並べて点火する情熱的な応援風景が名物となっている。
1993年のスペインGPでは250ccクラスに出場していた若井伸之が予選走行中にピットロードを横切る通行人を避けようとしてコンクリートウォールに激突、そのまま若井は死亡した。そのためサーキットには彼のシンボルマークであったフラミンゴを模した像が建てられた。
1999年には500ccクラス5連覇中のマイケル・ドゥーハンが予選中に大クラッシュを喫し、この際に負った脚の怪我が原因で引退することになった。2020年にはMotoGPクラスを6度制覇したマルク・マルケスも3コーナーでハイサイド転倒を起こし、右腕の骨折により残りシーズンを欠場した。

## コースレイアウト

1992年までのレイアウト

コーナーにはシト・ポンス（5コーナー）、ダニ・ペドロサ（6コーナー）、ホルヘ・マルチネス・”アスパー”（8コーナー）、アンヘル・ニエト（9コーナー）、アレックス・クリビーレ（11コーナー）、ホルヘ・ロレンソ（13コーナー）といった歴代のスペイン人チャンピオンライダーの名が記されている。
低速の1コーナー、2コーナーをクリアすると、緩やかに左カーブしながら坂を上り、5コーナーの「シト・ポンス」を回り込むと下りのバックストレートに入る。4コーナー以降は以前はテクニカルセクションだったが、バックストレートを延長する形に改修された。
バックストレートエンドのタイトな「ダニ・ペドロサ」（旧称「ドライサック」）ヘアピンでは、1997年のF1ヨーロッパGPでタイトルを争うミハエル・シューマッハとジャック・ヴィルヌーヴが接触して物議を醸した。
コース後半区間はスピードを乗せた中速コーナーが連続する。ドネリーが重傷を負った11コーナーにはシケインが設置され、「アイルトン・セナ」と命名されている。2輪レースではシケインを使用せず、従来のコーナーを使用する。短い直線から飛び込む最終ヘアピンはオーバーテイクの勝負ポイントとなる。

## ヘレスでのF1グランプリの結果
| 年   | 決勝日   | ラウンド | グランプリ | 勝者                   | 所属チーム   |
| ---- | -------- | -------- | ---------- | ---------------------- | ------------ |
| 1986 | 4月13日  | 2        | スペイン   | アイルトン・セナ       | ロータス     |
| 1987 | 9月27日  | 13       | スペイン   | ナイジェル・マンセル   | ウィリアムズ |
| 1988 | 10月2日  | 14       | スペイン   | アラン・プロスト       | マクラーレン |
| 1989 | 10月1日  | 14       | スペイン   | アイルトン・セナ       | マクラーレン |
| 1990 | 9月30日  | 14       | スペイン   | アラン・プロスト       | フェラーリ   |
| 1994 | 10月16日 | 14       | ヨーロッパ | ミハエル・シューマッハ | ベネトン     |
| 1997 | 10月26日 | 17       | ヨーロッパ | ミカ・ハッキネン       | マクラーレン |

優勝者は全員がドライバーズチャンピオンを獲得している。